# 北原隆 (外交官)
北原 隆（きたはら たかし、1951年（昭和26年）11月20日 - ）は、日本の外交官。三井物産の会社員を経て、2013年（平成25年）9月11日からセネガル兼ガンビア兼ギニアビサウ駐箚特命全権大使。

## 人物
- 東京都出身。父親の北原秀雄(1914-1986[1])は日比谷高校、東京大学政治学科出身のフレンチスクール（フランス語研修組）のキャリア外交官で、外務省入省後リヨン大学に留学し[2]、ベトナム大使、ジュネーブ大使を経て、1975年から1979年まで駐フランス大使を務め、退官後、フランス系製薬会社の日本ルセル社長、モエ・ヘネシー・ジャポン社長、西武百貨店文化事業担当顧問などを務めた[3]。
- 父親のフランス在勤に伴い、1963年前後はパリに在住していた[4]。

## 経歴
- 1974年（昭和49年）慶應義塾大学法学部を卒業し、三井物産に入社した。
- 1974年（昭和49年） 4月 製鋼原料部
- 1977年（昭和52年） 12月 欧州三井物産（パリ駐在）
- 1983年（昭和58年） 11月 製鋼原料部
- 1988年（昭和63年） 2月 宇宙航空部
- 1994年（平成6年）6月 秘書室
- 1997年（平成5年）8月 宇宙航空部
- 1998年（平成10年）10月 宇宙航空機部主席
- 2001年（平成13年）3月 フランス三井物産社長 （パリ駐在）
- 2004年（平成16年）4月 秘書室長
- 2008年（平成20年）4月 理事、欧州・中東・アフリカ副本部長（ロンドン駐在）
- 2011年（平成23年）4月 理事、欧州・中東・アフリカ本部長補佐（ロンドン駐在）
- 2013年（平成25年）9月 セネガル駐箚特命全権大使（兼ガンビア兼ギニアビサウ）[5][6]

民間から同様に津田慎悟（丸紅）がカタール大使に、西岡周一郎（三菱商事）がマラウイ大使に起用された。
- 2017年（平成29年）3月　退官[7]